# Phrynopus pesantesi
Phrynopus pesantesi är en groddjursart som beskrevs av Lehr, Lundberg och Aguilar 2005. Phrynopus pesantesi ingår i släktet Phrynopus och familjen Strabomantidae. IUCN kategoriserar arten globalt som otillräckligt studerad. Inga underarter finns listade i Catalogue of Life.